# Prüfen (VDE)
Das Prüfen elektrischer Anlagen beschreibt das Sicherstellen der Funktion und Sicherheit mit geeigneten Prüf- und Messverfahren nach dem Errichten, dem Erweitern oder dem Ändern solcher Anlagen. Zentrale  Vorschriften für den deutschen und z. T. europäischen Geltungsbereich finden sich in den DIN VDE Normen, insbesondere in der DIN VDE 0100-600 und DIN VDE 0105-100. Diese Maßnahmen dürfen ausschließlich von einer zur Fachkraft Elektrotechnik ausgebildeten Person mit Hilfe dafür geeigneter und zugelassener Geräte durchgeführt werden.

## Besichtigen
Das Besichtigen einer Anlage wird in der VDE als „der wichtigste Punkt“ beschrieben. In diesem Prüfabschnitt werden durch Anschauen und Anfassen, Rütteln, Ziehen und ähnliches, alle Leitungen und elektrischen Bauteile auf ihren festen Halt (sofern notwendig), richtigen Anschluss, richtige Dimensionierung (z. B. von Leitungen und Sicherungen), festen Anschluss und auf alle bauteilbedingten Besonderheiten überprüft. Auch der Test der Sicherheitseinrichtungen gehört zu diesem Punkt. Vor allem der Test von Fehlerstromschutzschaltern, Schutzmaßnahmen (wie Hindernisse, Gehäuse) und der richtige Anschluss der Schutzleiter sind hier essentielle Unterpunkte, die jeder beim Besichtigen beachten sollte. Bei Fahrlässigkeiten oder auch Unachtsamkeiten kann Lebensgefahr für alle bestehen, die mit der Anlage in Kontakt kommen und mit dieser arbeiten müssen. Unterpunkte sind:
- Allgemeine Besichtigung
- Prüfen der Schutzmaßnahmen gegen direktes Berühren
- Prüfen der Schutzmaßnahmen mit Schutzleiter
- Prüfen der Schutzmaßnahmen ohne Schutzleiter

### Allgemeine Besichtigung
Unter der „allgemeinen Besichtigung“ im Sinne der VDE 0100 versteht man die grobe Besichtigung durch eine Elektrofachkraft. Das allgemeine Besichtigen einer elektrischen Anlage ist genau genommen eine erste Sichtkontrolle des Erbauers. Unter der allgemeinen Besichtigung einer elektrischen Anlage fasst man folgende vier Punkte zusammen (bzw. müssen diese vier Punkte überprüft werden):
- Die Betriebsmittel müssen den äußeren Einflüssen am Verwendungsort standhalten.

Dieser Punkt stellt sicher, dass die Anlage auch gegen die örtlichen Einflüsse ausgerüstet wurde. Z. B. wenn sich in unmittelbarer Nähe der Anlage eine weitere elektrische Anlage befindet, welche heftige Vibrationen hervorruft, so muss die zu prüfende neue Anlage so befestigt oder verankert sein, dass eine Gefährdung ausgeschlossen ist.
- Die Überstromschutzorgane sind den Leitungsquerschnitten entsprechend zu bemessen.

Bei diesem Punkt wird überprüft, ob die ausgewählten Überstromschutzorgane (LS-Schalter oder Schmelzsicherungen) dem schwächsten Glied des Stromkreises angepasst sind.
Als Beispiel:
Kabelquerschnitt in mm² = 1,5 ≤ 18 A
Steckdose ≤ 16 A
Schalter ≤ 10 A
So würde man hier eine 10 A Sicherung wählen.
- Beschriftungen der einzelnen Stromkreise müssen vorhanden sein.

Bei diesem Punkt ist zu überprüfen, ob alle Stromkreise an der Anlage gekennzeichnet sind. Z. B. dass Hauptstromkreise, Steuerstromkreise und Stromkreise mit Kleinspannung deutlich (durch verschiedenfarbige Leitungen) gekennzeichnet sind.
- Schaltpläne – falls erforderlich – müssen vorhanden sein.

Es ist zu überprüfen, ob alle Schaltplan-Unterlagen der Anlage an der Maschine selber oder separat untergebracht sind; Und ob diese der Anlage entsprechen.

### Schutzmaßnahmen gegen direktes Berühren (Basisschutz)
Die Grundregel des Schutzes gegen elektrischen Schlag ist, dass gefährliche, aktive Teile nicht berührbar sein dürfen und dass berührbare, leitfähige Teile weder unter normalen Bedingungen noch unter Einzelfehlerbedingungen zu gefährlichen, aktiven Teilen werden dürfen.
Die Vorkehrungen für den Basisschutz unter normalen Bedingungen beinhalten die Basisisolierung aktiver Teile, die nur durch Zerstörung entfernt werden kann, sowie Abdeckungen und Umhüllungen, die bestimmte Anforderungen an die Schutzart erfüllen müssen und nur mit Werkzeug lösbar sein dürfen. Für einen sicheren Betrieb müssen alle Abdeckungen und Umhüllungen vollständig und der Gerätebeschreibung entsprechend montiert und unbeschädigt sein.
Für besondere Bedingungen ausschließlich zur Anwendung in Anlagen, die nur von Elektrofachkräften oder elektrotechnisch unterwiesenen Personen betrieben und überwacht werden, (z. B. in abgeschlossenen elektrischen Betriebsstätten) sind Hindernisse (Abschrankungen) und Anordnung außerhalb des Handbereiches als Maßnahmen zugelassen.

### Schutzmaßnahmen mit Schutzleiter
- Schutzleiter, Erdungsleiter und Schutzpotentialausgleichsleiter müssen einwandfrei verlegt und elektrisch zuverlässig angeschlossen sein. Anschluss und Verbindungsstellen müssen gegen Lockerung und Korrosion geschützt und für eine Besichtigung zugänglich sein. Die Leiter müssen den erforderlichen Querschnitt haben. Der Schutzleiter stellt entweder durch Festanschluss oder mittels der Schutzleiterkontakte in Steckdosen eine elektrische Verbindung zwischen berührbaren metallischen Gehäusen (Körper elektrischer Betriebsmittel) und der Haupterdungsschiene her. Der Erdungsleiter verbindet die Haupterdungsschiene mit einem Erder (meist Fundamenterder oder andere Erder wie z. B. Ringerder). Der Schutzpotentialausgleichsleiter dient zur Sicherstellung des Potentialausgleiches und verbindet fremde leitfähige Teile (Wasserrohre, Heizung, Klimaanlage, Geländer usw.). mit der Haupterdungsschiene.[4]

- Schutzleiter und Schutzleiteranschlüsse müssen normgerecht gekennzeichnet sein. Der Schutzleiter, auch PE-Leiter (protective earth) genannt, ist ein Leiter zum Zweck der Sicherheit, zum Beispiel zum Schutz gegen elektrischen Schlag im Falle eines Fehlers. Anschlussstellen für den Schutzleiter sind mit dem Schutzleitersymbol[5] (Erdungszeichen in einem Kreis) gekennzeichnet.

- Schutzleiter und Neutralleiter dürfen ab erstmaliger PEN-Trennung in einer Anlage nicht mehr miteinander verbunden (und natürlich auch nicht vertauscht) werden.[6] Der Neutralleiter ist ein aktiver Leiter und ist in der Lage zur Energieverteilung beizutragen. Aktive Leiter müssen vor Berührung geschützt sein.

- Die Schutzkontakte von Steckdosen müssen in Ordnung sein. Sie dürfen nicht verbogen, verschmutzt oder mit Farbe überstrichen sein und in Schutzleitern dürfen keine Schaltgeräte eingefügt werden.[7]

- Fehlerstrom-Schutzeinrichtungen (RCDs, Fi) bzw. Isolationswächter in IT-Systemen und Überspannungsableiter müssen gemäß aktuellen Normen, der Anwendung entsprechend und für das jeweilige Netz-System (TN- TT- IT-) ausgelegt sein.

### Schutzmaßnahmen ohne Schutzleiter
Die Stromquellen bei Schutz durch Kleinspannung SELV oder PELV müssen den Anforderungen hinsichtlich sicherer Trennung mit einem Sicherheitstransformator   oder vergleichbarer Stromquelle mit galvanischer Trennung (Batterie, Generator usw.) ausgestattet sein.
Stecker und Steckdosen für SELV- oder PELV-Systeme dürfen nicht in Steckdosen oder zu Steckern für andere Spannungssysteme passen und Stecker und Steckdosen in SELV-Systemen dürfen keinen Schutzleiterkontakt haben.
Die Schutzmaßnahme Schutztrennung mit einer ungeerdeten Stromquelle (SELV) erlaubt nur ein Verbrauchsmittel je Stromquelle (Sekundärwicklung eines Trenntransformators oder Motorgenerators).
Für spezielle Anlagen, die nur durch Elektrofachkräfte und elektrotechnisch unterwiesene Personen betrieben und überwacht werden gelten gesonderte Regelungen für „Nicht leitende Umgebung“, „Schutz durch erdfreien örtlichen Potentialausgleich“ und „Schutztrennung mit mehr als einem Verbrauchsmittel“.
Anmerkung: Die Funktionskleinspannung (FELV) hat typisch keine sichere Trennung und erfordert zusätzliche Maßnahmen für den Basisschutz und für den Fehlerschutz, kann also nicht der Schutzmaßnahme: „Schutz durch Kleinspannung mittels SELV oder PELV“ zugerechnet werden.

## Messen

### Schutzleitermessung
Nach DIN VDE 0100 Teil 600 muss nach Errichten, Erweitern oder Instandsetzen von elektrischen Anlagen vor der Inbetriebnahme eine Schutzleitermessung durchgeführt werden. Dies erfolgt im spannungsfreien Zustand. Diese Messung muss protokolliert werden.
Diese Messung dient nicht dazu, um ein Auslösen der Sicherheitseinrichtungen gewährleisten zu können. Bei dieser Messung wird die Durchgängigkeit der Schutz- und Potentialausgleichsleiter geprüft. Das Auslösen der Sicherheitseinrichtungen (z. B. Leitungsschutzschalter, Fehlerstrom-Schutzschalter (RCD), Isolationswächter) wird mit der Schleifenimpedanz-Messung durchgeführt, da hier auch die Widerstände bis zur Stromquelle (z. B. Transformator) mit gemessen und ausgewertet werden müssen.
Ein einfaches Multimeter ist für diese Messung nicht ausreichend, da der Messstrom mindestens 200 mA bei 4 – 24 V AC/DC betragen muss. Man misst den Widerstand aller leitfähigen, großflächig berührbaren oder mit der Hand umfassbaren Teilen (z. B. Motorengehäuse oder Griffe) und einem Potentialausgleich bzw. der Schutzleiteranschlussstelle (z. B. Stecker). Der Messstrom kann bei entsprechenden Messgeräten auch bei 10 A liegen, was den Vorteil hat, dass angebrochene Kabel sowie Oxidschichten o. ä. (Rost, (Kalk-)Ablagerungen) erkannt werden können. Bei letzterem kann durch den hohen Messstrom der Kontakt 'freigebrannt' werden – es können Funken entstehen. Bei Messungen mit höheren Strömen muss darauf geachtet werden, dass der Schutzleiter diese Ströme auch ohne Beschädigungen übersteht. Bei der 10 A Messung sollte der Schutzleiterquerschnitt nicht unter 1 mm² sein. Außerdem sollte man beachten, dass die hohe Leistung (bis zu 240 W → 24 V*10 A) in der Anlage ggf. Schäden verursachen, oder bestehende verstärken kann. Bei der Messung mit DC muss die Polarität gewechselt werden (Messspitzen tauschen). Sollten unterschiedliche Werte dabei entstehen, deutet das auf einen Fehler (ähnlich einer Diode) hin.
Der Widerstand muss niederohmig sein, hierfür gibt es verschiedene Maximal(Erfahrungs-)werte z. B. „in der Regel ca. 1 Ohm“. Eindeutige feste Obergrenzen sind in den DIN VDE 0100-600 oder ...-701-702 nicht festgelegt.
Aus DIN VDE 0100 Teil 701-702 lassen sich für Anlagen/Geräte bis 16 A Bemessungsstrom folgende Werte entnehmen:
Bis 5 m Leitungslänge {\displaystyle \leq } 0,3 Ω – je weitere 7,5 m + 0,1 Ω – allerdings bis maximal 1 Ω.
Bei allen anderen Anlagen gilt der errechnete Wert (Leitungslänge, Querschnitt, elektrische Leitfähigkeit ← Temperaturabhängig) als Grenzwert. Plus je 0,01 Ω (10 mΩ) pro Anschlusspunkt (Übergangswiderstand). Ein genauer Wert für die Übergangswiderstände ist nicht festgelegt. Teilweise wird auch 0,1 Ω für alle Übergangswiderstände pauschal veranschlagt.
| Leiterquerschnitt in mm² | Leiterwiderstand in mΩ/m (20 °C/30 °C) |
| ------------------------ | -------------------------------------- |
| 1,5                      | 12,2 / 12,58                           |
| 2,5                      | 7,56 / 7,57                            |
| 4                        | 4,7 / 4,74                             |
| 6                        | 3,11 / 3,15                            |
| 10                       | 1,84 / 1,88                            |
| 16                       | 1,16 / 1,19                            |

IEC 60228 / DIN EN 60228 (VDE 0295)
Dokumentiert wird der schlechteste gemessene (höchste), sowie der errechnete Wert.

### Messen der Isolationswiderstände in elektrischen Anlagen
Die meisten Fehler in elektrischen Anlagen werden durch Alterung, thermische, chemische und mechanische Beanspruchung hervorgerufen. Da solche Fehler eine Verminderung der Isolation verursachen können, wird die Isolation zwischen den aktiven Leitern und dem Schutzleiter gemessen (Isolationsmessung). In explosionsgefährdeten Räumen werden alle gegen alle Leiter gemessen. Für diese Messung wird eine Spannung benötigt, welche höher als die Betriebsspannung ist. Geräte, die durch die Messspannung beschädigt werden können und Geräte, die die Messung verfälschen könnten (z. B. Transformatoren) müssen vom zu messenden Stromkreis getrennt werden. Des Weiteren sollten alle Sicherungen und Schalter eingeschaltet sein, damit man möglichst die komplette Anlage misst. Die elektrische Anlage muss jedoch spannungsfrei sein. Gemessen wird mit Gleichstrom, da Wechselströme kapazitive bzw. induktive Blindwiderstände erzeugen könnten und das Messergebnis verfälschen würden.
Vorab ist die Durchgängigkeit des Schutzleiters zu prüfen. Eine Unterbrechung würde andernfalls ein fälschlich positives (hochohmiges) Messergebnis vortäuschen, sofern der Fehler nach der Unterbrechung liegt.

### Messen der Schleifenimpedanz
Die Schleifenimpedanz ist die Summe aller Widerstände des Verteilungsnetzes und der Leitungen im Endstromkreis. Der Widerstand muss so gering sein, dass bei einem Kurzschluss genügend Strom fließt, um die Sicherungen auslösen zu lassen. In der Praxis beträgt die Schleifenimpedanz maximal 1 Ω.
Die Schleifenimpedanz darf auch > 1 Ω sein, solange der Kurzschlussstrom noch groß genug ist, dass die Schutzeinrichtung auslöst.
Sie wird meist mit Multifunktionsmessgeräten (z. B. Fluke) bestimmt, die den Kurzschlussstrom und die Schleifenimpedanz direkt anzeigen.

### Messen der Betriebsspannungen
Um einen sicheren Betrieb zu gewährleisten, müssen zuletzt nach dem Einschalten der Anlage alle benötigten Spannungen gemessen werden. In den in Deutschland üblichen Haushaltsnetzen beispielsweise: Außenleiter gegen Außenleiter 400 V, Außenleiter gegen Neutralleiter 230 V, Außenleiter gegen Schutzleiter 230 V, Neutralleiter gegen Schutzleiter 0 V. Diese Messung kann mit einem zweipoligen Spannungsprüfer (Duspol) oder einem Multimeter durchgeführt werden.
Die Abweichungen der Netzspannungen dürfen maximal ±10% der Nennspannung betragen. Siehe auch den Artikel EN 50160. Bei Steuerspannungen gibt es keinen festgelegten Grenzwert, aber die ±10% sollten auch hier nicht überschritten werden. Bei Gleichspannungen ist auch die Polarität zu prüfen. Die Spannung zwischen Neutralleiter (N) und Schutzleiter (PE) sollte möglichst gering sein. Geringe Spannungen im niedrigen Voltbereich können jedoch durch Ableitströme, induktive Einkopplungen oder unsymmetrische Lastverteilung entstehen und sind in gewissem Rahmen unbedenklich. Die Berührungsspannung von 50 V bzw. 25 V sollte nicht überschritten werden.

## Geräteprüfung
Die Geräteprüfung nach DIN VDE 0100 Teil 701-702 erfolgt in dieser Reihenfolge:
1. Sichtprüfung
2. Schutzleiterprüfung (Schutzleiterwiderstand)
3. Messung Isolationswiderstand
4. Messung Schutzleiterstrom
5. Messung Berührungsstrom
6. Messung Ersatzableitstrom
7. Funktionsprüfung

## Erproben
Das Erproben gemäß DIN VDE 0100-600 weist die Wirksamkeit der Schutz- und Meldeeinrichtungen entsprechend DIN VDE 0100-410 nach. Dabei dürfen keine Gefahren für Personen, Nutztiere oder Sachen entstehen.
Erproben ist durchzuführen, wenn eine Funktion durch Besichtigen nicht nachgewiesen werden kann, was bei Fehlerstrom-Schutzeinrichtungen (RCDs), Isolations-Überwachungsgeräten und Not-Aus-Schaltgeräten allgemein der Fall ist.
Dies geschieht z. B. durch:
- Betätigung der Prüftaster bei RCDs, FU-Schutzeinrichtungen und Isolationsüberwachungsgeräten
- Nachweis der Funktion von NOT-AUS-Einrichtungen
- Funktionskontrolle von Meldeeinrichtungen

Durch Betätigung der Prüftaste von Fehlerstrom-Schutzeinrichtungen (RCDs) wird lediglich die Funktion des Gerätes selbst getestet. Die Funktion der Schutzmaßnahme insgesamt und deren Wirksamkeit kann hiermit nicht nachgewiesen werden, hierzu sind zwingend Messungen erforderlich.

## Normen
- DIN VDE 0100-600:2008-06 Errichten von Niederspannungsanlagen Teil 6: Prüfungen
- DIN VDE 0100-610:2004-04 Errichten von Niederspannungsanlagen Teil 6-61: Prüfungen – Erstprüfungen „zurückgezogene Norm“
  - Ende der Übergangsfrist: 1. September 2009, ersetzt durch DIN VDE 0100-600 VDE 0100-600
- DIN VDE 0105-100:2009-10 Betrieb von elektrischen Anlagen Teil 100: Allgemeine Festlegungen